# Kecamatan Pulaulaut Timur
Kecamatan Pulaulaut Timur är ett distrikt i Indonesien.   Det ligger i provinsen Kalimantan Selatan, i den centrala delen av landet, 1 100 km öster om huvudstaden Jakarta. Kecamatan Pulaulaut Timur ligger på ön Pulau Laut.